# Crataegus meyeri
Crataegus meyeri (глід Меєра) — вид рослин з родини розових (Rosaceae), поширений у південно-східній і східній Європі й західній Азії.

## Поширення
Поширений у південно-східній і східній Європі (Білорусь, Молдова, Україна, Росія), західній Азії (пн. і зх. Іран, пн. Ірак, Туреччина, Вірменія, Азербайджан, Грузія).
Цей вид — чагарник або невелике дерево, що росте на сухих луках і лісах.

## Використання
Плоди їдять сирими або вареними.

## Загрози та охорона
В межах України загрозою є випас козами та вівцями. Плід зазвичай збирають, що впливає на розмноження. В Ірані посилення пожеж та посухи можуть зменшити кількість населення.
Вид вважається рідкісним у Криму, де він охороняється в природних заповідниках та ботанічних садових колекціях. Потрібно більше інформації щодо систематики та поширення цього виду.